# Plaza de la Revolución
Plaza de la Revolución (span. für Platz der Revolution) ist ein Municipio (Stadtbezirk) der kubanischen Hauptstadt Havanna, häufig kurz Plaza genannt. Der namengebende Platz selbst heißt offiziell Plaza de la Revolución José Martí.
Der Stadtbezirk erstreckt sich von seinem Namensgeber, dem Platz der Revolution, bis hinunter zum Meer am Malecón und beinhaltet den Stadtteil Vedado.

## Der Platz

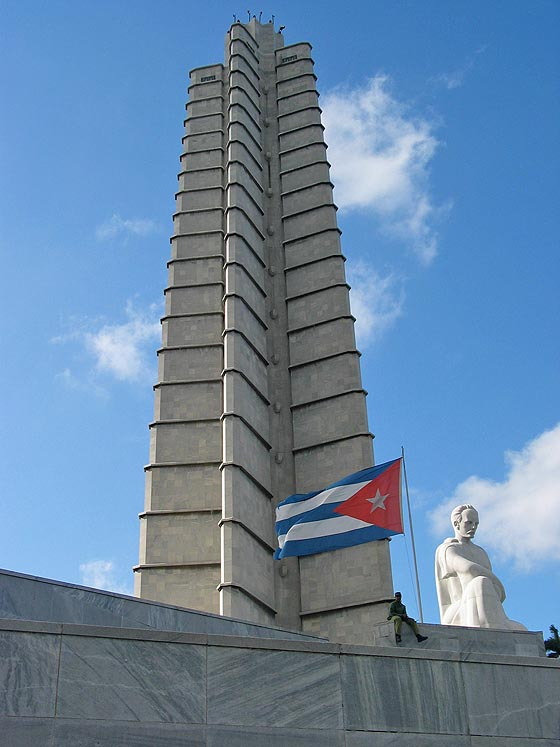
Platz der Revolution und das José-Martí-Denkmal

Der Platz ist mit 72.000 Quadratmetern der größte innerstädtische Platz Kubas. Hier finden regelmäßig offizielle politische Kundgebungen statt. Fidel Castro sprach hier jährlich zu besonderen Anlässen beispielsweise am 1. Mai oder am 26. Juli vor mehr als einer Million Kubanern.
Der Platz der Revolution wird dominiert durch das José-Martí-Denkmal, bestehend aus einem 109 Meter hohen Turm und einer 18 Meter hohen Statue. Der Turm ist das höchste Bauwerk der Stadt und man kann mit einem Fahrstuhl bis an seine Spitze fahren.
Die Nationalbibliothek, viele Ministerien und andere bemerkenswerte Gebäude befinden sich rund um den Platz. Hinter dem Martí-Denkmal befinden sich die streng bewachten Büroräume von Ex-Präsident Fidel Castro. Gegenüber dem Denkmal befindet sich das Gebäude des Innenministeriums mit einem großen Bildnis von Che Guevara und dem Spruch Hasta la Victoria Siempre (immer bis zum Sieg). Auf dem danebenstehenden Informationsministerium ist Camilo Cienfuegos mit seinem Zitat Vas bien Fidel (Fidel, du gehst recht / machst es richtig) zu sehen.
Der Bau des Platzes und des Martí-Denkmals begann während der Präsidentschaft von Fulgencio Batista und wurde im Jahre 1959, dem Jahr des Machtantritts von Fidel Castro, fertiggestellt. Ursprünglich wurde er Plaza Cívica (Bürgerplatz) getauft, per Gesetz im Juli 1961 jedoch nach der Kubanischen Revolution (1959) in „Plaza de la Revolución José Martí“ umbenannt. Nach dem Vorbild von Havanna gibt es auch in Santiago de Cuba, der zweitgrößten Stadt Kubas, einen zentralen Revolutionsplatz, der für Großveranstaltungen genutzt wird und der ebenfalls einem Nationalhelden gewidmet ist: die 1991 von Fidel Castro eingeweihte „Plaza de la Revolución Mayor General Antonio Maceo Grajales“.
Nachdem er im April 2011 neu asphaltiert wurde, fanden im Februar 2012 weitere Renovierungsarbeiten des Platzes der Revolution in Vorbereitung auf den Papstbesuch statt.

## Demographie
Im Jahre 2011 bewohnten 147.789 Menschen den Stadtbezirk Plaza de la Revolución. Bei einer Fläche von 12,26 Quadratkilometern ergibt dies eine Bevölkerungsdichte von 12.054 Einwohnern pro Quadratkilometer.

## Sehenswürdigkeiten in Plaza

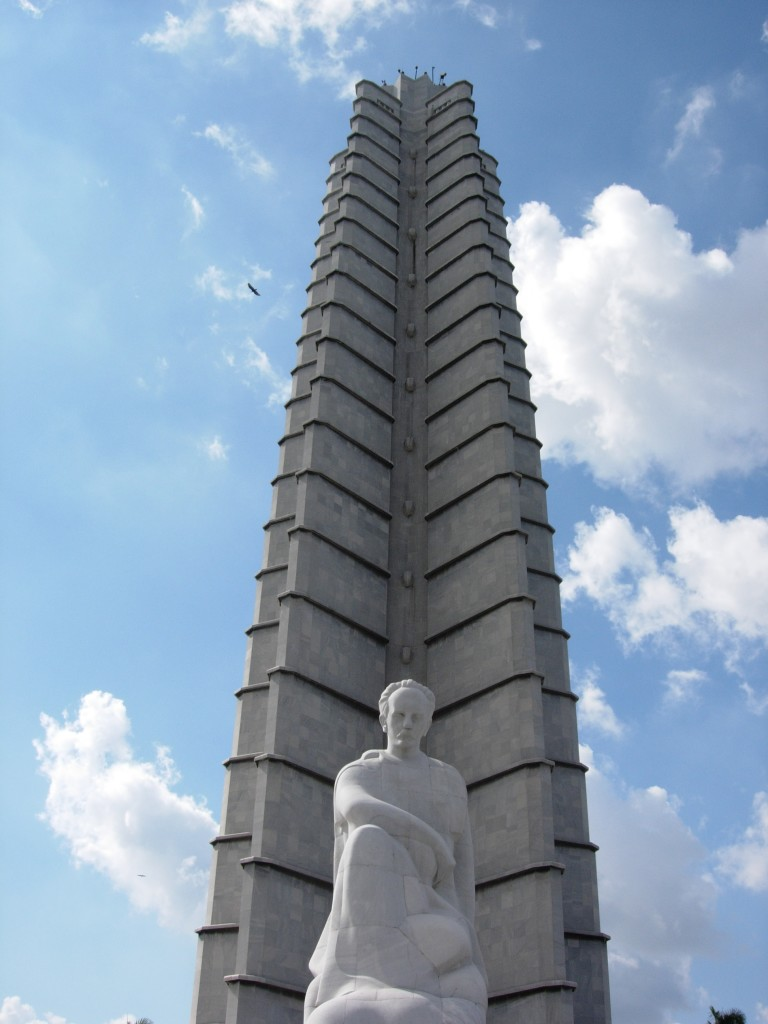
Statue und Turm des José-Martí-Denkmals.
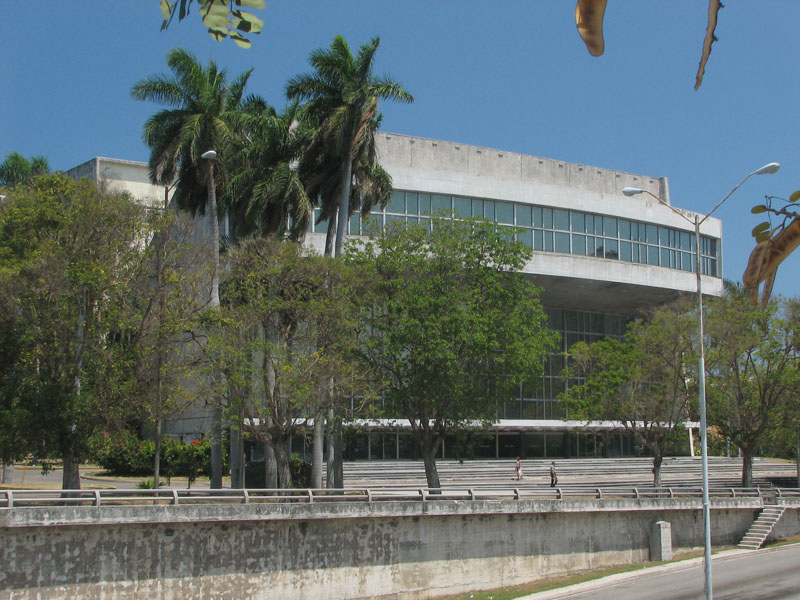
Teatro Nacional de Cuba (Nationaltheater von Kuba)
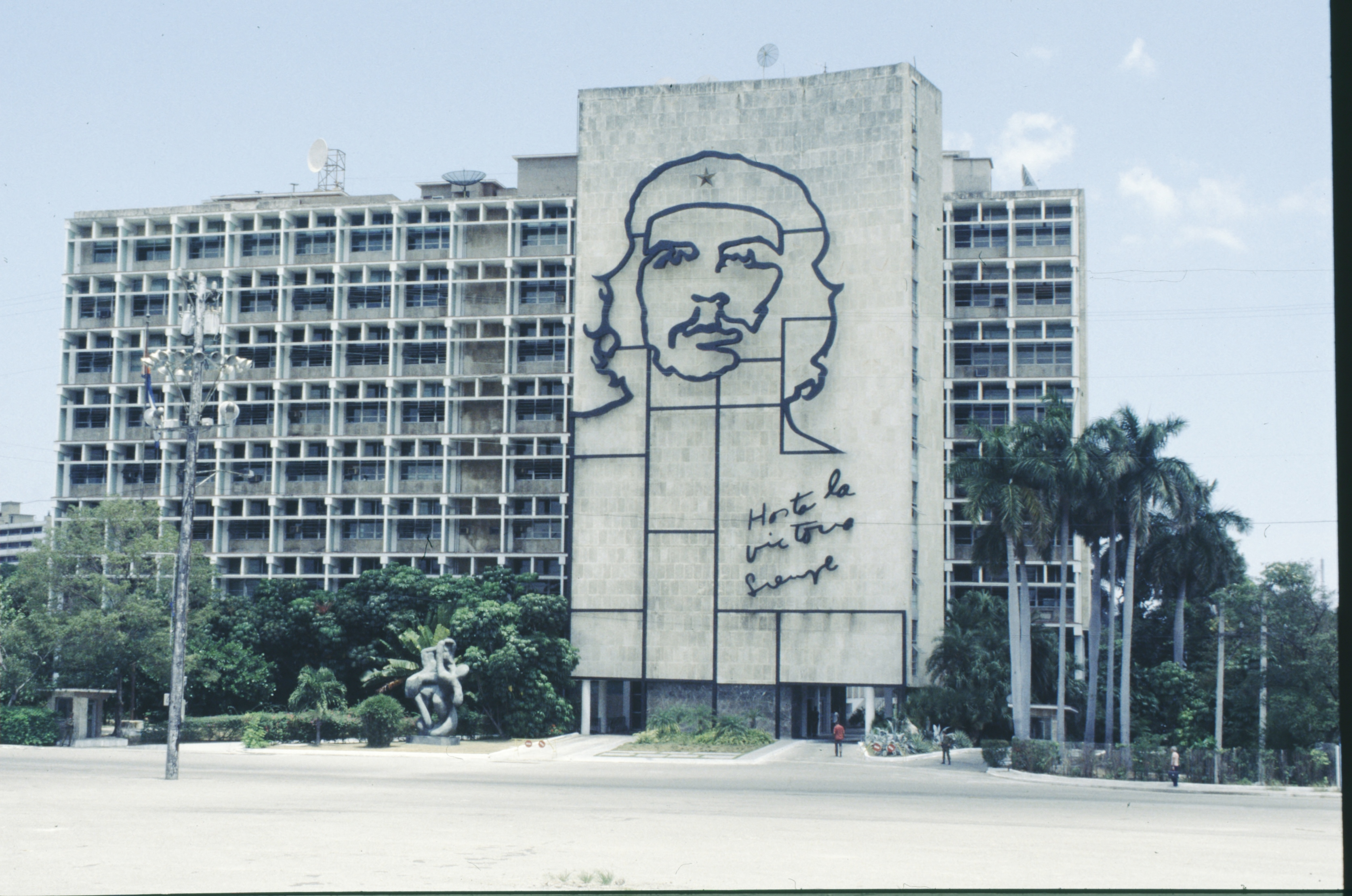
Innenministerium mit Porträt Che Guevara
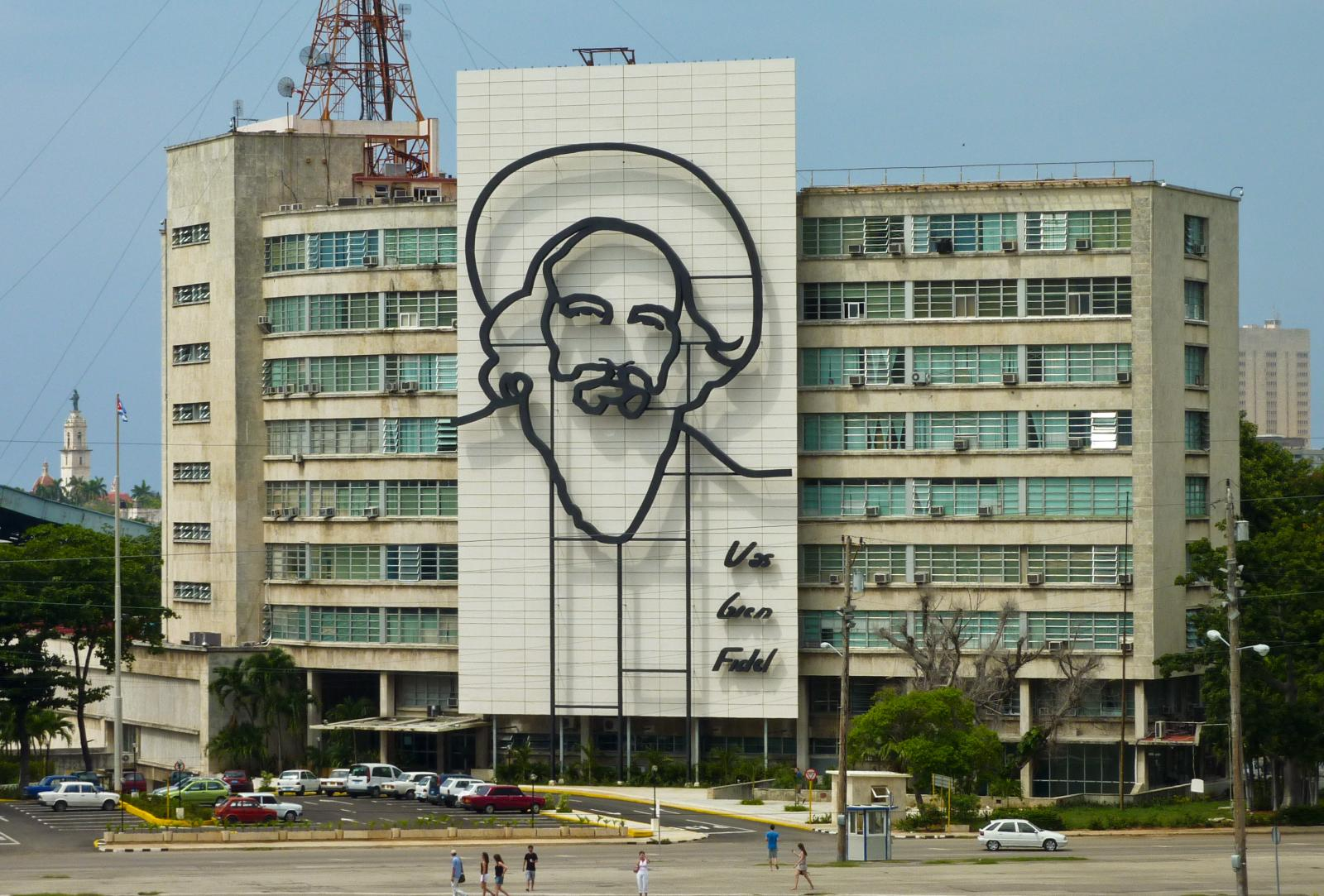
Informationsministerium mit Porträt von Camilo Cienfuegos
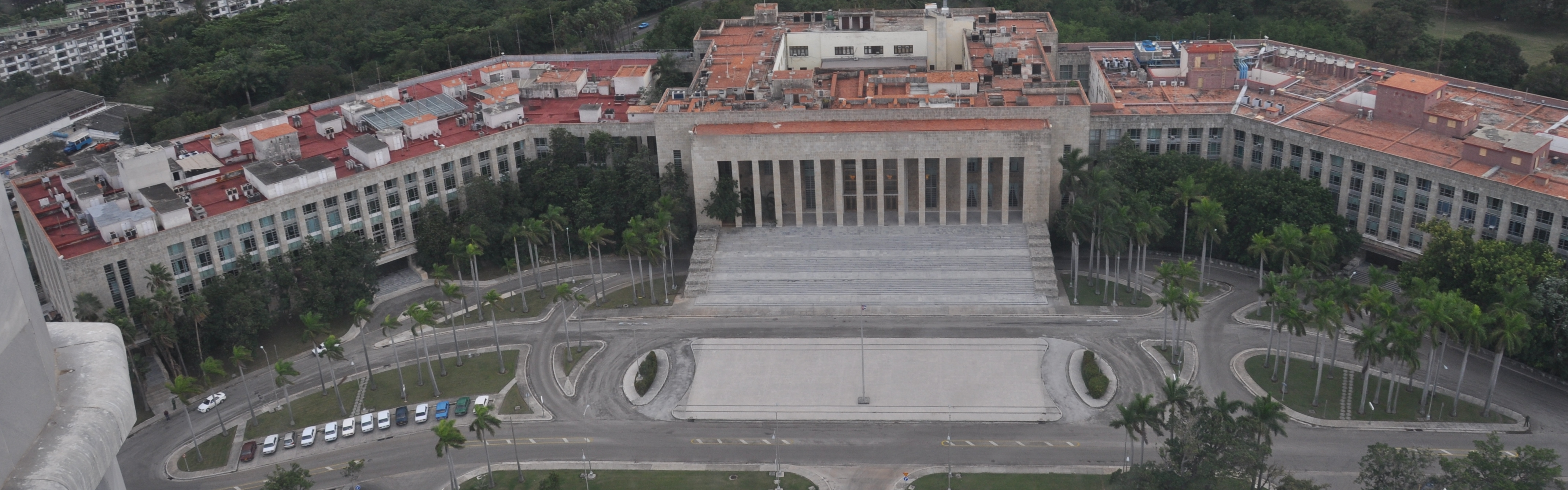
Zentralkomitee der Kommunistischen Partei Kubas
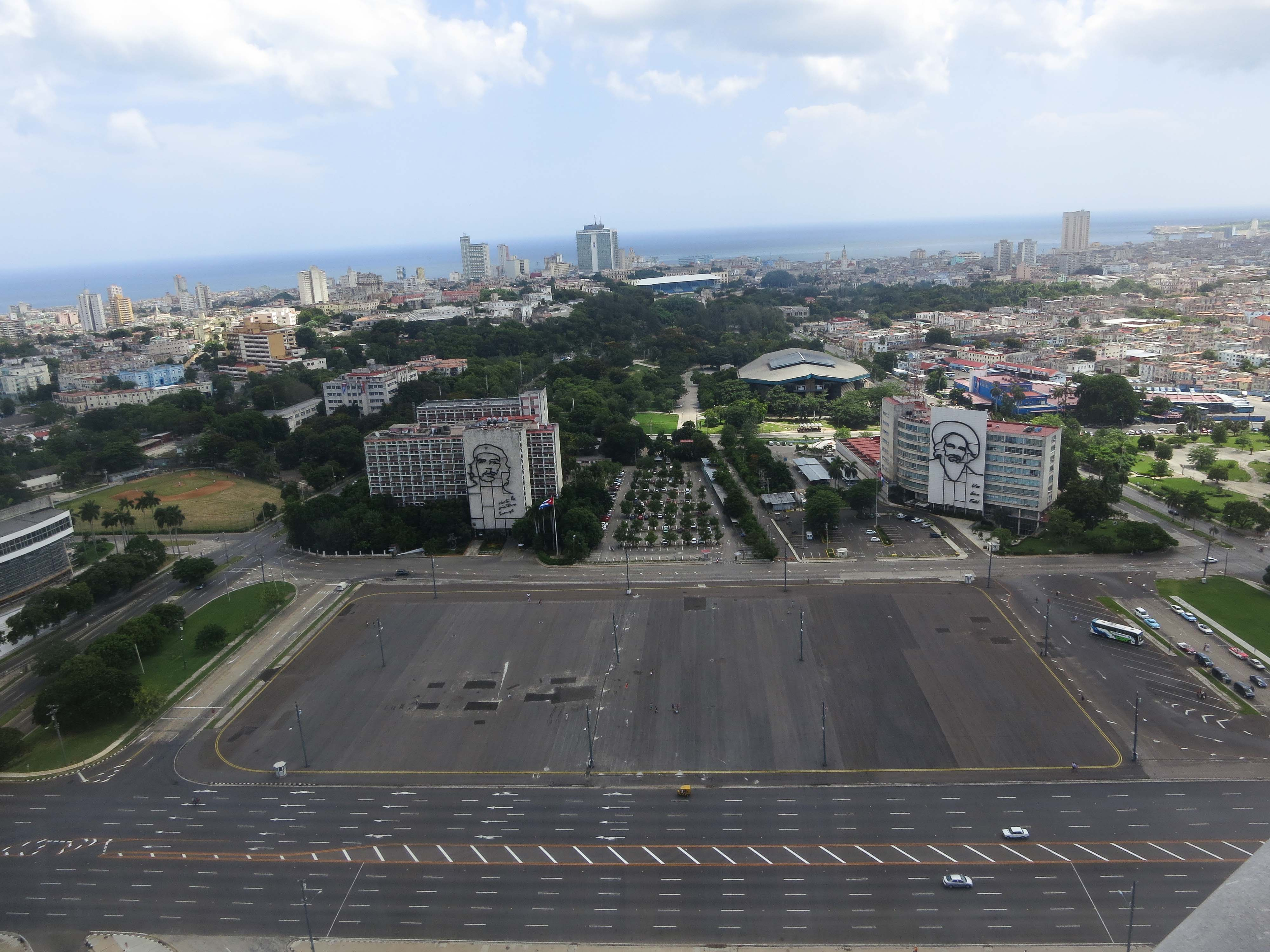
Der Revolutionsplatz aus der Höhe.
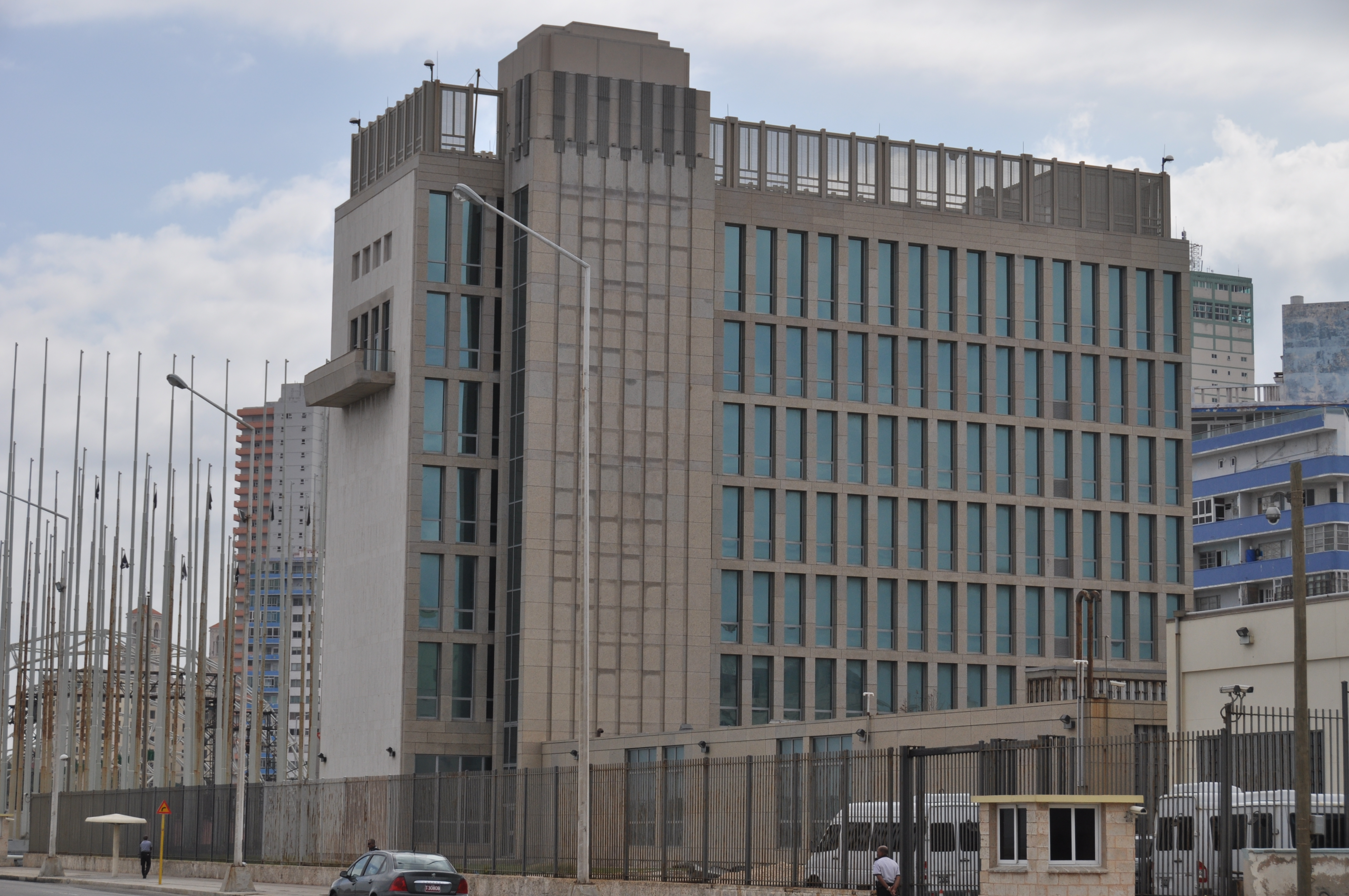
US-Botschaft (von 1977 bis 2015 Interessenvertretung der USA)

## Sonstiges
Das José-Martí-Denkmal auf dem Revolutionsplatz wird auf der kubanischen 1-Cent-Münze abgebildet.